# Lucanos
Os lucanos  foram um povo de origem samnita, que se estabeleceu na Lucânia (atual Basilicata, região montanhosa da Itália meridional) no século V a.C. Foram fortemente influenciados pela civilização helênica, em decorrência da colonização do litoral.